# 4947 Ninkasi
Ninkasi (asteroide 4947, com a designação provisória 1988 TJ1) é um asteroide cruzador de Marte. Possui uma excentricidade de .1684861448082343 e uma inclinação de 15.65186531089844º.
Este asteroide foi descoberto no dia 12 de outubro de 1988 por Carolyn Shoemaker em Palomar.